# Canadian Military Pattern

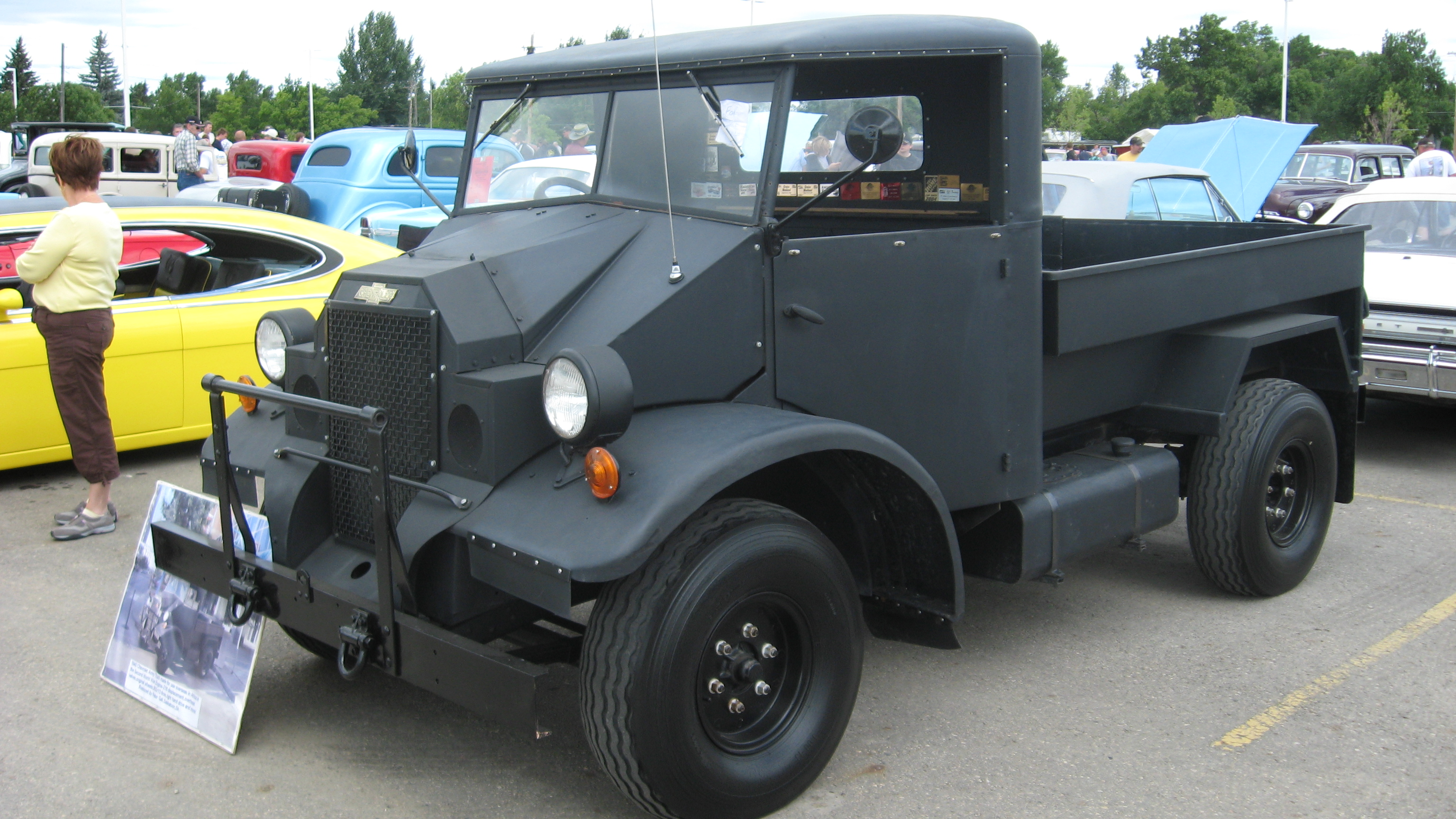
CMP Chevrolet C8 con cabina Nº 11.

Gli autocarri Canadian Military Pattern (CMP, Modello militare canadese) erano una famiglia di autocarri standardizzati, prodotti in grande numero in Canada durante la seconda guerra mondiale, su specifica del British Army e destinati agli eserciti del Commonwealth britannico I progetti furono elaborati poco prima dell'inizio della guerra.

## Storia
L'ascesa al potere del Partito nazionalsocialista in Germania nel 1933 indusse il Ministero della Guerra britannico e l'esercito canadese a discutere della possibile produzione di veicoli militari in Canada. Durante la prima guerra mondiale infatti le forze terrestri canadesi avevano servito come una parte dell'esercito britannico. In qualsiasi conflitto futuro si ipotizzava quindi che le forze canadesi sarebbero ancora state strettamente integrate con quelle della Madre Patria ed era quindi indispensabile che gli equipaggiamenti di produzione canadese fossero compatibili con gli standard e le specifiche britanniche.
All'inizio del 1937, la Ford Motor Company of Canada e la General Motors of Canada Ltd furono invitate dal Dipartimento canadese per la difesa nazionale a produrre un prototipo "canadesizzato" di un autocarro leggero per la fanteria da 15 cwt (750 kg) di portata che era poi stato recentemente adottato dal War Office britannico. Nel 1938, le autorità militari canadesi avevano focalizzato il loro interesse su progetti più pesanti in configurazione 4×4 e 6×4. In quello stesso anno, Ford e GM furono inviati a produrre prototipi di un trattore d'artiglieria 6×4 derivato dal Scammell Pioneer 6×4 britannico. Nel 1939, furono preparati i piani per la produzione di massa in Canada di una gamma di veicoli militari realizzati sulla base delle severe specifiche britanniche. Questi furono originariamente designati Department of National Defence (DND) Pattern, tuttavia quando i volumi di produzione aumentarono e divenne chiaro che i veicoli canadesi avrebbero dovuto equipaggiare largamente le forze di altri paesi, la classe fu ridenominata Canadian Military Pattern (CMP). Allo scoppio della seconda guerra mondiale, la relativamente grande e moderna industria automobilistica canadese era stata convertita sulla produzione di veicoli militari. Dopo la battaglia di Dunkerque nella primavera del 1940, la British Expeditionary Force, mentre era riuscita a salvare 340.000 soldati alleati circondati dalla Wehrmacht, era stata costretta ad abbandonare la maggior parte dei suoi veicoli militari in Francia. Divenne così urgente l'esigenza di sostituire tali perdite e di fornire nuovi veicoli per equipaggiare le forze armate del Commonwealth in rapida mobilitazione.
La produzione canadese di autocarri militari includeva sia modelli civili modificati sia modelli puramente militari basati sulle specifiche CMP. La produzione si concentrò su una gamma di veicoli di media portata, mentre jeep e camion con portata superiore alle 3 ton furono acquistati dall'esercito canadese presso fornitori statunitensi. La maggior parte dei CMP furono prodotto dalla divisione Chevrolet della General Motors Canada Ltd e dalla Ford Motor Company of Canada. Le filiali canadesi dei due maggiori costruttori americani riuscirono a far decollare rapidamente la loro produzione grazie ad un insolito sistema di collaborazione interaziendale, grazie all'utilizzo di parti intercambiabili e sfruttando la grande capacità produttiva rimasta inutilizzata a causa del persistere degli effetti della Grande depressione. Un numero minore di autocarri CMP fu realizzato assemblando le componenti prodotte in Canada negli stabilimenti di Gran Bretagna, Nuova Zelanda, Sudafrica (2.600 mezzi), India (9.500 mezzi), Egitto ed Australia, dove i CMP, quasi sempre dotati di cabina Nº 13, erano soprannominati "Chev Blitz" o "Ford Blitz".
I circa 400.000 veicoli CMP realizzati in Canada rappresentarono circa la metà dei 815.729 veicoli militari prodotti nel paese durante la seconda guerra mondiale. Il tipo più prodotto era l'autocarro 4×4 da 3 ton (nei modelli C60S , C60L , F60 e F60L), con poco più di 209.000 veicoli. A questi si aggiungevano circa 9.500 telai CMP 4×4 che, grazie all'estrema versatilità del progetto, costituirono la base di una grande varietà di veicoli speciali ed autoblindo. La produzione di camion CMP in Canada superò la produzione totale di camion militari della Germania nazista. Questo sforzo è stato definito dalla storiografia ufficiale britannica come il maggiore contributo canadese alla vittoria finale degli Alleati.
I modelli CMP di nuova produzione o residuati bellici sono stati utilizzati dopo il 1945 da diversi eserciti europei (ad esempio quelli di Paesi Bassi, Belgio, Danimarca, Norvegia, Portogallo, Spagna) ed extra-europei (ad esempio quelli di Sudafrica, Argentina, Giordania, Vietnam del Sud, Malaysia). I CMP, dopo la guerra, sono stati adattati anche ad una varietà di ruoli civili, come la silvicoltura, il trasporto di granaglie, i servizi antincendio e spazzaneve.

## Modelli prodotti in Canada

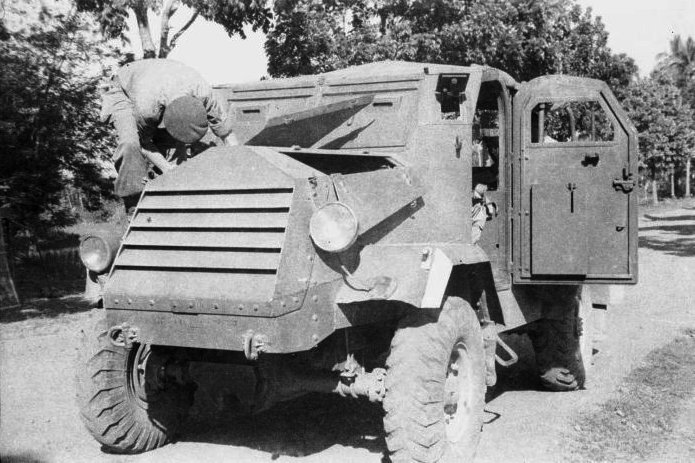
Trasporto truppe olandese C15TA usato durante la rivoluzione indonesiana.

I camion CMP avevano la guida a destra , anche se la maggior parte di loro sono stati costruiti in Canada , che ha utilizzato principalmente veicoli con guida a sinistra perché erano realizzati su specifica britannica. 

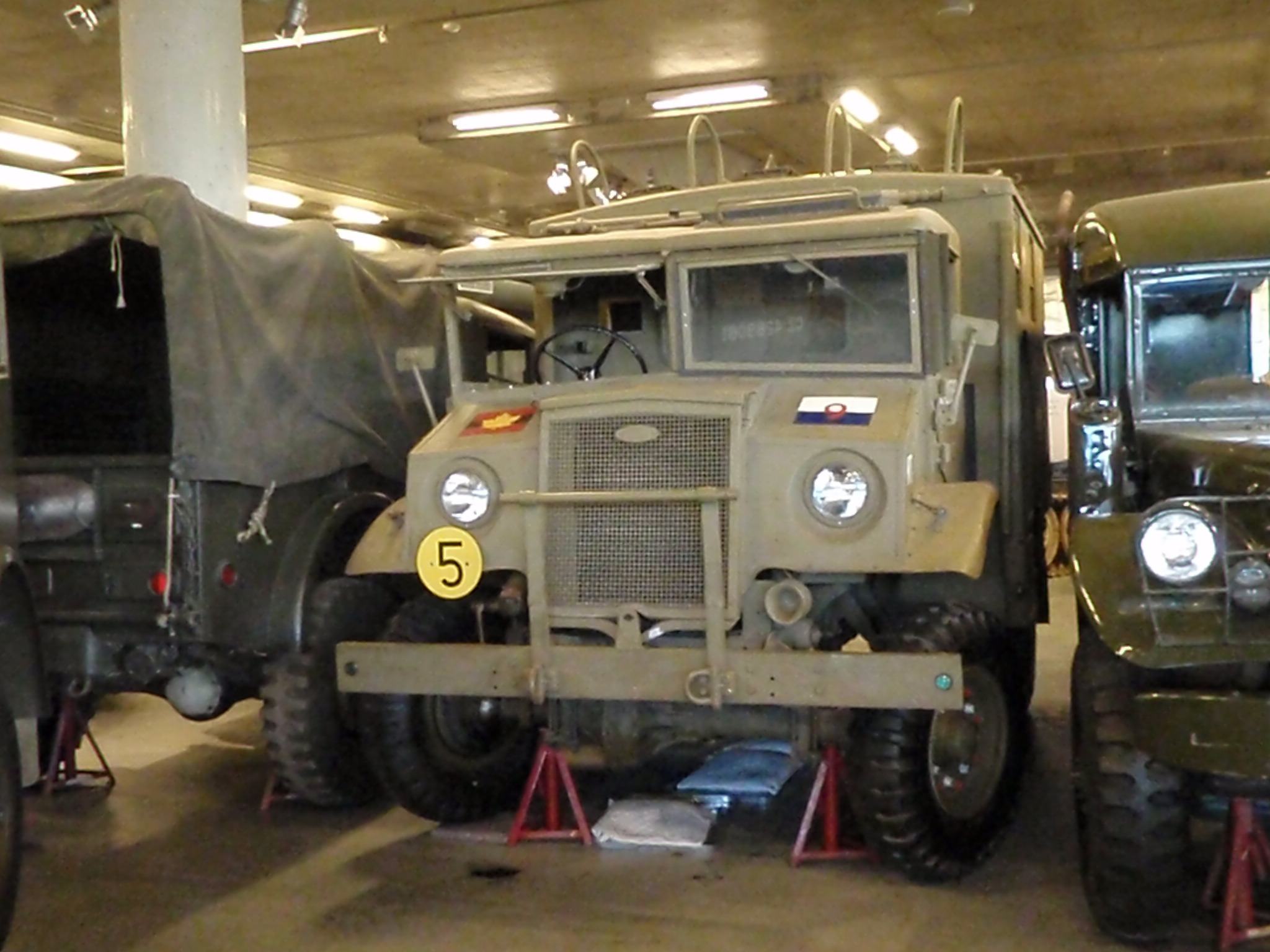
Autocarro CMP con cabina Nº 13. La sezione di parabrezza del guidatore è in posizione aperta.

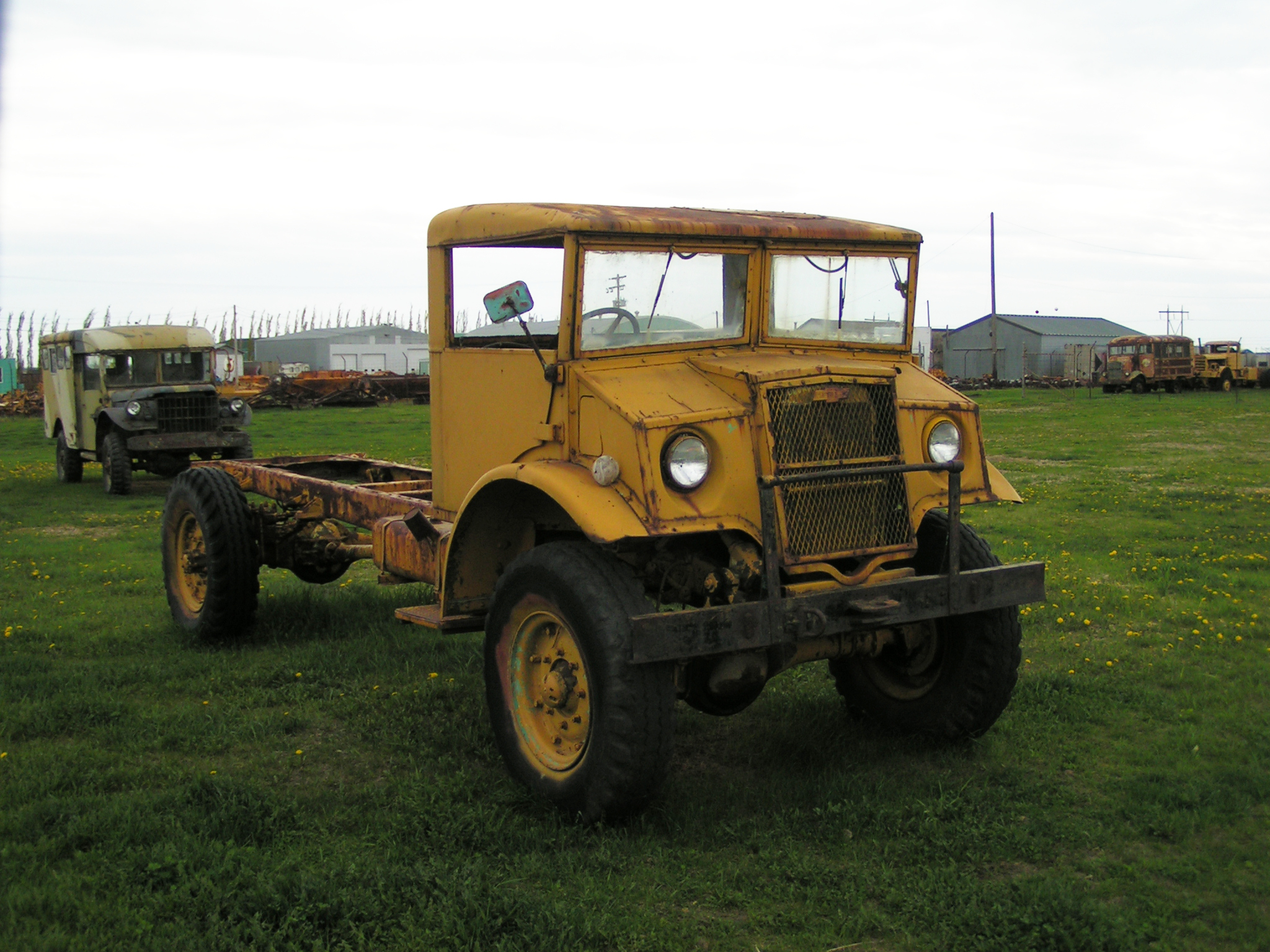
Chassis CMP Chevrolet con cabina Nº 13.

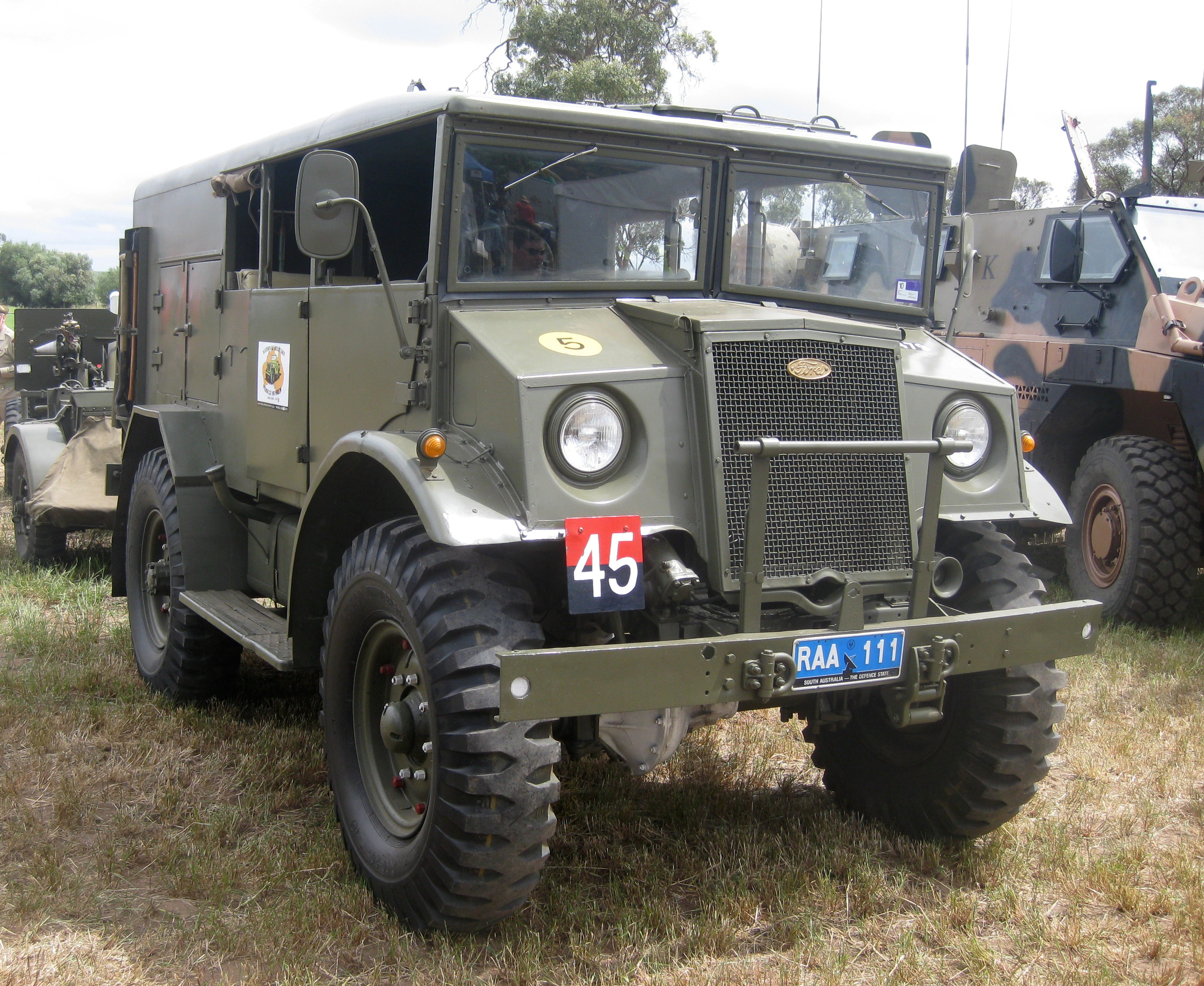
Autocarro CMP "Blitz" della Ford Australia.

I modelli CMP prodotti dalla Ford montavano un Motore Ford V8 Flathead 239 cu in da 3,9 litri e 95 hp, mentre i CMP prodotti dalla Chevrolet montavano un motore in linea a sei cilindri con valvole in testa da 215 cu in (3,5 litri) e 85 hp. Il Chevrolet C60X montava invece un sei cilindri in linea GMC di produzione americana da 270 cu in (4,4 litri).
I camion Ford e Chevrolet condividevano una cabina standardizzata, che si sarebbe evoluta nel corso degli anni di produzione. I primi tre modelli di cabina furono chiamati Nº 11, 12 e 13. I primi due tipi erano simili e la differenza principale era la griglia del radiatore in due parti nel Nº 12. La definitiva Nº 13, di progettazione completamente canadese realizzata dalla fine del 1941 fino alla fine della guerra, aveva le due lastre piane del parabrezza inclinate leggermente verso il basso per ridurre al minimo l'abbagliamento dal sole e per evitare di causare forti riflessi facilmente osservabili dagli aerei nemici. Tutti i modelli di cabina CMP erano del tipo "cabina avanzata", configurazione che ha dato ai camion CMP il caratteristico e distintivo profilo dal muso rincagnato; questo disegno era stato richiesto di soddisfare le specifiche originali inglesi che richiedevano un design compatto, ideale per il trasporto via nave. Le specifiche, in quanto britanniche, richiedevano la guida a destra, nonostante in Canada la guida fosse a sinistra. Internamente la cabina doveva accogliere i relativamente grandi motori nordamericani ed era generalmente stretta. Le cabine standard erano poi confrontati con una varietà di telai, motopropulsori e carrozzerie diverse. I veicoli costruiti dalla Chevrolet erano riconoscibili per le maglie della griglia del radiatore disposte a diamante, mentre su quelli Ford le maglie erano quadrate.
La produzione dei cassoni e delle furgonature speciali per i CMP in Canada fu subappaltata ad aziende più piccole in Ontario e Manitoba, riunite in tempo di guerra nella Steel Body Manufacturers Association dal Dipartimento per le munizioni ed i rifornimenti. L'ampia varietà di furgonature includeva quella la servizi generali (GS, General Services), cisterna acqua, cisterna carburante, carri soccorso, ambulanza odontoiatrica, lavanderia mobile, centro radio, officina mobile, trasporto imbarcazioni e portee anticarro.
I modelli sono indicati con le capacità di carico standard inglesi in hundredweight (classi: 8 cwt, 15 cwt, 30 cwt e 60 cwt) ed in ton.
| Modello                                       | Trazione | Interasse (m) | Classe       | Note |  |
| --------------------------------------------- | -------- | ------------- | ------------ | --- |  |
| Ford F8                                       | 4×2      | 2,56          | 8 cwt        | |  |
| Ford F15                                      | 4×2      | 2,56          | 15 cwt       | |  |
| Ford F15A                                     | 4×4      | 2,56          | 15 cwt       | |  |
| Ford F30                                      | 4×4      | 3,40          | 30 cwt       | |  |
| F60 Ford                                      | 4×4      | 2,92          | 3 ton        | passo "corto" |  |
| Ford F60L                                     | 4×4      | 4,020         | 3 ton        | passo "lungo" |  |
| Ford F60T                                     | 4×4      | 2,92          | 3 ton        | trattore |  |
| Ford F60H                                     | 6×4      | 4,07 + 1,32   | 3 ton        | asse posteriore folle |  |
| Ford FGT                                      | 4×4      | 2,57          |              | trattore d'artiglieria |  |
| Ford Lynx Scout Car                           | 4×4      | 2,56          |              | basato su Daimler Dingo |  |
| Chevrolet C8                                  | 4×2      | 2,56          | 8 cwt        | |  |
| Chevrolet C8A Heavy Utility Truck (HUT)       | 4×4      | 2,56          | 8 cwt        | prodotto nelle versioni centro radio (HUW), ambulanza (HUA), trasporto personale (HUP), officina telefonica, ufficio contabilità |  |
| Chevrolet C15                                 | 4×2      | 2,56          | 15 cwt       | |  |
| Chevrolet C15A                                | 4×4      | 2,56          | 15 cwt       | |  |
| Chevrolet C15TA                               | 4×4      | 2,56          | 15 cwt       | |  |
| Chevrolet C30                                 | 4×4      | 3,40          | 30 cwt       | |  |
| Chevrolet C60S                                | 4×4      | 3,40          | 3 ton        | |  |
| Chevrolet C60L                                | 4×4      | 4,01          | 3 ton        | |  |
| Chevrolet C60X - C60                          | 6×6      | 4,06 + 1,32   | 3 tonnellate | autotelaio, motore GMC 6 cilindri in linea da 270 cu in (4,4 litri)                                                              |  |
| Chevrolet CGT                                 | 4×4      | 2,56          |              | trattore d'artiglieria campale                                                                                                   |  |
| General Motors Fox Armoured Car               | 4×4      | 2,56          |              | |  |
| General Motors Otter Light Reconnaissance Car | 4×4      | 2,56          |              | |  |

## Modelli prodotti fuori dal Canada
Per rispondere alla pressante richiesta di veicoli militari durante la seconda guerra mondiale, molti paesi del Commonwealth realizzarono delle autoblindo basate sui telai CMP prodotti in Canada:
| Produttore                                                    | Modello                                          | Trazione | Interasse (m)             | Note                                                   |
| ------------------------------------------------------------- | ------------------------------------------------ | -------- | ------------------------- | ------------------------------------------------------ |
| Ruskin Motor Bodies Pty Ltd e Ford Motor Company of Australia | Rover                                            | 4×4      | 3,40 (F60S) e 4,01 (F60L) | blindo leggera su telaio CMP Ford F60S e F60L da 3 ton |
| Ford Motor Company of Australia                               | S1 Scout Car                                     | 4×2      | 2,56                      | blindo leggera da ricognizione su telaio CMP Ford F15  |
| General Motors Holden Ltd                                     | Rhino                                            | 4×4      | 2,56                      | rimasto allo stato di prototipo                        |
| General Motors Holden Ltd                                     | 6×6 Heavy Armoured Car                           | 6×6      | 4,01                      |                                                        |
| Indian Railways                                               | Armoured Carrier Wheeled Indian Pattern (ACV-IP) | 4×4      | 2,56                      |                                                        |
| Dorman Long                                                   | Marmon-Herrington Armoured Car                   | 4×4      | vari                      |                                                        |
|                                                               | Beaverette NZ                                    | 4×2      |                           |                                                        |
|                                                               | C8AX                                             | 4×4      | 2,56                      | versione neozelandese del C8A                          |